# Heidi Troi

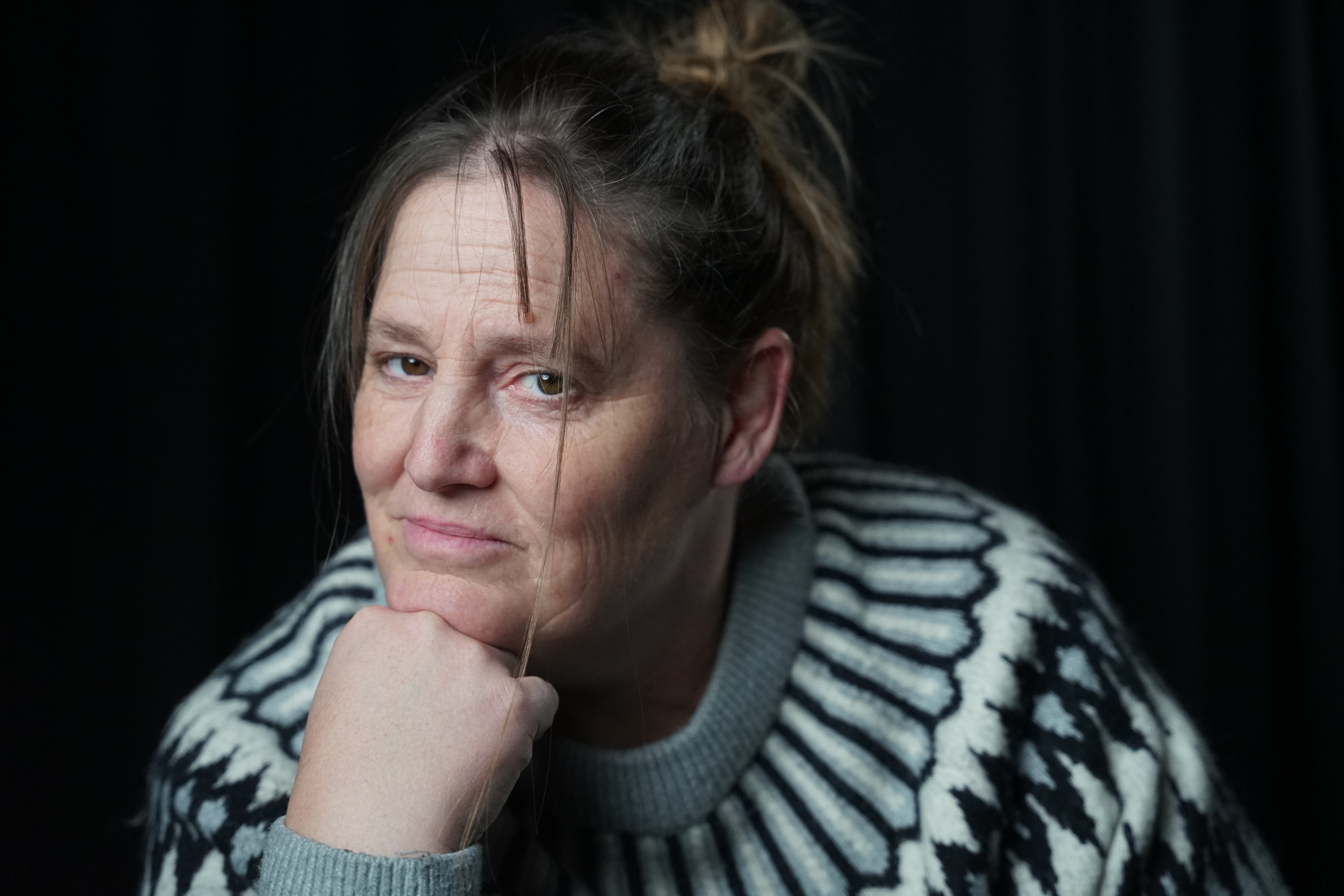
Heidi Troi (2016)

Heidi Troi, geborene Campidell (* 1972 in Brixen), ist eine deutschsprachige Südtiroler Autorin und Theaterpädagogin. Sie schreibt Kinderbücher, Kriminalromane, Thriller, Liebesromane und Kurzgeschichten.
Unter dem Pseudonym T.H. Campbell schreibt Heidi Troi Romane, die in England angesiedelt sind.

## Biographie
Troi wuchs in ihrem Geburtsort Brixen auf, besuchte die Lehrerbildungsanstalt und arbeitet nach der Matura  in verschiedenen Orten Südtirols als Grundschullehrerin.
Von 1996 bis 1998 absolvierte sie einen Lehrgang für Angewandte Theaterpädagogik unter der Leitung von Felix Rellstab. 1995 übernahm sie, zusammen mit ihrem Mann Thomas Troi und dessen Schwester Elfi Troi und Annalisa Cimino, das Theater im Regenbogen, baute es zum Theaterpädagogischen Zentrum aus und veröffentlichte 2002 die Anthologie „Bühne frei Licht an“.
Nach der Veröffentlichung von mehreren Kurzgeschichten in Anthologien erschien 2020 mit „Feuertaufe. Lorenz Lovis ermittelt“ ihr erster Krimi. Ihre Figur, der Ermittler Lorenz Lovis, ist ein ehemaliger Beamter bei der italienischen Staatspolizei, der einen Bauernhof erbt und im ersten Enthusiasmus seinen Job kündigt – um festzustellen, dass der Hof hoch verschuldet ist und er sich seine Brötchen als Privatdetektiv verdienen muss. Im selben Jahr erschienen ihre Kinderbücher „Lola reicht’s“ und „Mia mag Geheimnisse“.
Heidi Troi ist Mitglied bei der Autorengruppe Die Mord(s)lustigen, bei den Mörderischen Schwestern, beim Syndikat und beim Autorensofa.

## Werke
Kriminalromane mit Lorenz Lovis
- Feuertaufe. Lorenz Lovis ermittelt. Ein Brixen-Krimi. Servus Verlag, Wals bei Salzburg 2020, ISBN 978-3-7104-0214-2.
- Bewährungsprobe. Lorenz Lovis ermittelt. Ein Brixen-Krimi. Servus Verlag, Wals bei Salzburg 2021, ISBN 978-3-7104-0215-9.
- Weihnachtspost. Lorenz Lovis ermittelt: Blind Date mit dem Tod.  Independently published (7. Oktober 2021) ISBN 979-8490843825.
- Gefährliche Treue. Lorenz Lovis ermittelt. Ein Brixen-Krimi. Servus Verlag, Wals bei Salzburg 2022, ISBN 978-3-7104-0281-4.
- Gefährliches Krippenspiel: Lorenz Lovis ermittelt. Kurzkrimi. Independently published (10. Oktober 2022), ISBN 978-3-7546-9190-8.
- Maulwurf. Lorenz Lovis ermittelt. Ein Brixen-Krimi. Servus Verlag, Wals bei Salzburg 2023, ISBN 978-3-7104-5066-2.
- Das letzte Glas Wein: Lorenz Lovis ermittelt. Epubli Edition 2, (18. Januar 2024)  ISBN 978-3-7584-5862-0

Kriminalromane
- Marterlmord. Ein Geheimnis. Eine Mordserie. Ein schweigendes Dorf. Empire Verlag 2022, ISBN 978-3985953394.

Thriller
- Ein letztes Opfer. Empire Verlag 2023, ISBN 978-3985956173.

Liebesromane
- Alpen, Männer und andere Hindernisse. Piper Schicksalsvoll 2022, ISBN 978-3492505932.
- Liebe mit Bergblick: Ein Feriendorf in den Bergen, Liebe und andere Verstrickungen Piper Schicksalsvoll 2023, ISBN 978-3492506960.
- Liebe mit bestem Ausblick (Neues von der Glücksalm) Kindle Ausgabe 2023
- Weihnachtsglück gesucht - vorzugsweise für immer (Sweet-Valentine-Reihe). Empire Verlag 2023, ISBN 978-3758408762
- Neues Jahr, neues Glück - Liebe inbegriffen (Sweet-Valentine-Reihe 2). Empire Verlag 2023, ISBN 978-3-7584-1627-9
- Liebesglück mit Truthahnstück (Sweet-Valentine-Reihe, Prequel). Kindle Ausgabe 2023
- Winters Liebeslied. Kindle Ausgabe 2023
- Eine Praline gefüllt mit Liebe. (Sweet-Valentine-Reihe 3). Empire Verlag 2024, Kindle Ausgabe 2024
- Liebesglück und Flowerpower. (Sweet-Valentine-Reihe 4) Empire Verlag 2024 ISBN 978-3758466496
- Der kleine Buchladen von Valentine. (Sweet-Valentine-Reihe 5) Empire Verlag 2024 ISBN 978-3-7584-7310-4

Kinderbücher
- Ein Schrank voller Geheimnisse. Selbstverlag, 2019.
- Lola reicht’s. Mit Illustrationen von Caroline Hamann. Obelisk Verlag, 2020, ISBN 978-3-85197-949-7.
- Mia mag Geheimnisse. Mit Illustrationen von Caroline Hamann. Obelisk Verlag, 2020, ISBN 978-3-85197-961-9.
- Zeitreise mit den Nepomuks – Bei den Rätern. Mit Illustrationen von Evi Gasser. JoHoi 2021, ISBN 978-3-96698-926-8.
- Zeitreise mit den Nepomuks – Bei den Römern. Mit Illustrationen von Evi Gasser. JoHoi, 2021, ISBN 978-3-96966-902-0.
- Zeitreise mit den Nepomuks – Zu König Laurin und seinem Rosengarten. Mit Illustrationen von Evi Gasser. JoHoi, 2022, ISBN 978-3969667507.
- Zeitreise mit den Nepomuks - Zu Ötzi in der Kupferzeit. Mit Illustrationen von Evi Gasser. JoHoi, 2022, ISBN 978-3985951857.
- Die Superaugen und der Schuhdieb. Mit Illustrationen von Evi Gasser, Obelisk Verlag 2022, ISBN 978-3-99128-013-2.
- Die Superaugen und der Theatergeist. Mit Illustrationen von Evi Gasser, Obelisk Verlag 2022, ISBN 978-3-99128-014-9.

Kurzgeschichten in Anthologien
- Die Knappengeister vom Totensee. In: Lutz Kreutzer (Hrsg.): Schaurige Orte in Südtirol. Gmeiner Verlag, 2022, ISBN 978-3-8392-0190-9.
- Der Fahrstuhl. In: Jennifer B. Wind (Hrsg.): Einmal kurz die Welt retten. Gmeiner Verlag, 2022, ISBN 978-3-8392-0128-2.
- Gipfelglück. In: Carola Christiansen, Mareike Fröhlich (Hrsg.): Tour de Mord. Servus Verlag. 2021, ISBN 978-3-7104-0303-3.
- Das schlechte Gewissen der Stadt. In: Fenna Williams, Petra K. Gungl (Hrsg.): In 18 Morden um die Welt. Leinpfad Verlag, 2021, ISBN 978-3-945782-71-2.
- Der Tote im Wilden See. In: Katrin Eisner (Hrsg.): Mörderische Alpen. Servus-Verlag, 2019, ISBN 978-3-7104-0218-0.
- Ein gelbes Windrad mit roten Punkten. In: Marion Bischoff, Sandra Jungen (Hrsg.): Feierabend. Rhein-Mosel-Verlag, 2019, ISBN 978-3-89801-420-5.
- Schnee. In: Marion Bischoff, Gabi Schmid (Hrsg.): Lichter im Advent. Rhein-Mosel-Verlag, 2018, ISBN 978-3-89801-406-9.
- Ein Dichterleben 2018. In: zugetextet.

Sachbücher
- Bühne frei – Licht an.  Athesia Verlag, 2002, ISBN 88-8266-191-1.
- Fünf Minuten – Spiele für den Unterricht. Mitarbeit, erschienen im Pädagogischen Institut für die Deutsche Sprache, Folio Verlag, Wien/Bozen 2001.

Kriminalromane unter Pseudonym T.H. Campbell
- Wer tot ist lügt nicht. Ein Fall für Sara Rattlebag. Empire Verlag 2023, ISBN 978-3-98595-647-0.
- Der Tote im Schafspelz. Ein Fall für Sara Rattlebag. Nova MD Verlag 2024, ISBN 978-3-98595-466-7.
- Der Ruf des Todesvogels.  Ein Fall für Sara Rattlebag. Nova MD Verlag, ISBN 978-3-98595-991-4.
- Tote Hunde weckt man nicht. Ein Fall für Sara Rattlebag. Nova MD Verlag 2024, ISBN 978-3-98942-067-0.
- Die Prophezeiung des weißen Raben. Ein Fall für Sara Rattlebag. Nova MD Verlag 2025, ISBN 978-3-98942-808-9.

Kriminalromane unter Pseudonym Edward Spencer-Smith 

Edward Spencer-Smith ist das Pseudonym der drei Autorinnen Heidi Troi, Drea Summer und Ariana Lambert.
- Die Kunst des Bösen: Ein Krimi aus London. Walker, Wright & Ferguson 1. Empire Verlag 2023, ISBN 978-3-98595-469-8.
- Die Angst hinter den Worten: Ein Krimi aus London. Walker, Wright & Ferguson 3. Empire Verlag 2024, ISBN 978-3-98595-999-0.